# 高野正三
高野 正三（たかの しょうぞう、1935年（昭和10年）2月8日 - ）は、日本の実業家。調味料「ろく助塩」の開発者であり、東洋食品株式会社（ 東京都港区赤坂８丁目１３−１９）の創業者として知られている。

## 生涯

### 幼少期
現在の栃木県那須烏山市に生まれた。祖父・伊予作と父・正一が同地で写真館を営んでおり、幼少期から写真の撮影や修整技術を観察を通じて学んだ。

### 青年期
1952年（昭和27年）、17歳のときに父の師匠が営む北海道・幾春別の「小林写真館」で写真家としての修行を開始した。1954年（昭和29年）、技術向上のため東京・神田神保町の「丹羽写真館」に入社した。1956年（昭和31年）、広告写真を学ぶため「阿部スタジオ」の阿部正二に師事した。
1960年（昭和35年）、25歳でイタリアに渡り、ファッションカメラマンとして活動を開始した。ローマを拠点にフィレンツェ、パリ、ロンドンで活動し、エミリオ・プッチなどのデザイナーのコレクション撮影に携わった。1965年（昭和40年）に帰国し、東京・西麻布に写真スタジオ「COMスタ」を設立した。当時日本では珍しかったファッションカメラマンとして活動したが、次第に若手写真家の台頭を背景にキャリアの転換を決意した。

### 実業家時代
1965年（昭和40年）、東洋食品株式会社を創業し、アメリカ産輸入牛肉の卸売業を開始した。当時、日本では専売制度により流通する塩のほぼ全てが精製塩であったが、正三は天然塩の風味に着目し、塩の研究に取り組んだ。天然塩の製造が制限されていたため、精製塩に旨味を加えた独自の調味料の開発を進めた。
1970年（昭和45年）、塩を使用した焼き鳥店「串焼き ろく助」を東京都内に開業した。1990年（平成2年）、伊勢丹相模原店に「赤坂 ろく助」を出店した。1993年（平成5年）、調味料「ろく助塩」および「ろく助醤油」を完成させ、明治屋広尾店で販売を開始し、本格的な調味料事業を展開した。
2013年（平成25年）、78歳で「串焼き ろく助」を閉店した。同年、茨城県坂東市に塩の製造工場を設立した。2021年（令和3年）、茨城県常総市に新たな工場を完成させた。その後、2024年（令和6年）時点で年間約200トン（約200万袋）の「ろく助塩」を生産している。2025年（令和7年）には千葉県柏市に新たな工場が完成する予定である。